# 排隊欄桿

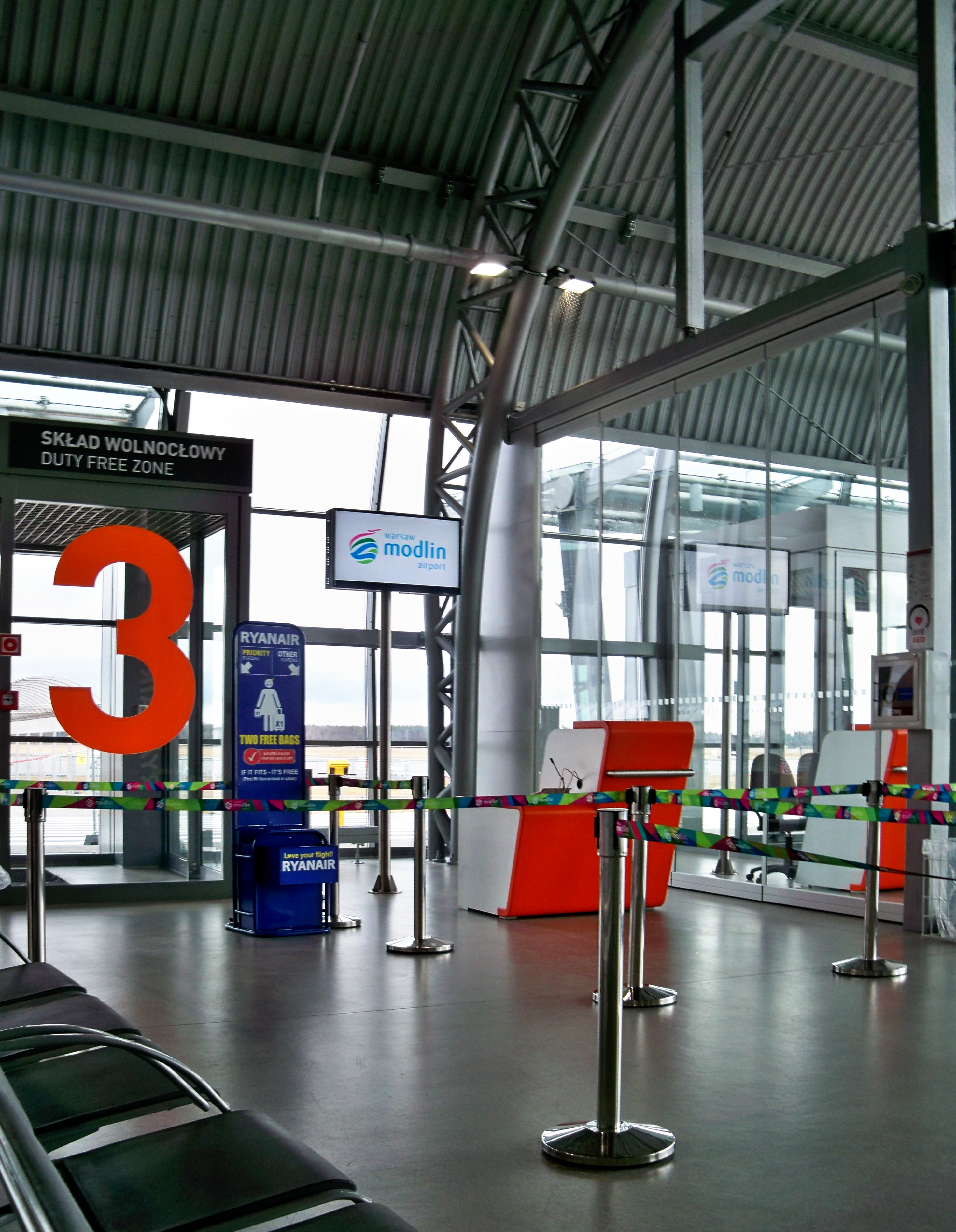
華沙莫德林機場的排隊欄桿

排隊欄桿，又稱圍欄柱、伸縮欄桿。一種方便場佈調整等需求的活動式欄桿。因部分產品應市場需求而採用紅絨繩，也作紅絨、紅絨柱、龍柱、紅龍柱。另有誤植為紅龍、紅龍柱，等積非成是之用法。主要用來引導人群，以保障排隊人士安全，並具有減少排隊造成紛爭的效果。排隊欄桿常見於機場的報到處、安檢入口與登機橋閘口前，也包括高鐵、火車、地鐵、巴士總站、口岸、旅遊景點等等需要引導人流的地點，乃至部分人流較多的電梯大堂，以及百貨公司的電梯口和結帳櫃臺。
排隊欄桿同時也是常見的防礙無障礙設施的障礙物，尤其導盲磚。

## 結構
分為垂直的部件和水平部件。垂直部件通常是約1.5公尺高的金屬桿，可以穩定地直立在地上。水平部件有兩種，一種是尼龍材質、約3公分寬的布帶，一端固定在金屬桿內部，不用時可以如捲尺般收進金屬桿中，另一端有榫釦可以固定到另一支金屬桿上。另一種是絨布材質的粗索，兩瑞為金屬勾環，可以掛在兩支金屬桿之間。在亞洲國家，水平部件最常見的顏色是紅色。

## 用途
用來安排人們的動線，特別是在排隊的隊伍，或是將禁止一般人進出的區域隔開。曾有幫派份子在鬥毆時使用排隊欄桿來當作武器。

## 另見
- 交通錐